# Prentis Hancock
Pour les articles homonymes, voir Hancock.
Prentis Hancock, né le 14 mai 1942 à Glasgow et mort le 30 mai 2025, est un acteur britannique.

## Biographie
Prentis Hancock a suivi des études d'architecture. Sportif accompli, c'est finalement vers le monde artistique qu'il se dirige après s'être pris au jeu dans une compagnie de théâtre amateur, à la suite de quoi il intègre le Rose Brudford College.
Il commence très rapidement à obtenir de petits rôles dans diverses séries comme Colditz.
Toutefois, c'est surtout pour le personnage de Paul Morrow dans Cosmos 1999 qu'il est connu et qu'il joue dans 23 des 24 épisodes de la première saison (il était à l'hôpital lors du tournage du seul épisode où il n'apparaît pas) ainsi que dans les téléfilms tirés des séquences de la série.
Par la suite, on le retrouve en acteur invité dans de nombreuses séries comme Doctor Who, Chapeau melon et bottes de cuir, etc.

## Filmographie

### Cinéma
- 1971 : Commando pour un homme seul : un agent
- 1978 : Les 39 Marches : Perryman
- 1980 : Le Club des monstres : un policier
- 1986 : Defence of the Realm : Frank Longman

### Télévision
- 1969 : Dr. Finlay's Casebook : M. Campbell
- 1969-1971 : Paul Temple : David Moffatt
- 1970 : Doctor Who : « Spearhead from Space »  2e Journaliste
- 1971 : The View from Daniel Pike : Stephen
- 1971 : Softly Softly : William Ross
- 1971 : Z-Cars :  Ash
- 1971 : Dixon of Dock Green : Sergent Stainer
- 1971 : Thirty-Minute Theatre : MacKenna
- 1971 : The Last of the Mohicans : Lieutenant Grant
- 1972 : The Frighteners : David
- 1972-1973 :Spy Trap : Lieutenant Saunders
- 1973 : Doctor Who - épisode « Planet of the Daleks »   : Vaber
- 1973 : Poigne de fer et séduction (The Protectors) : William Arthur MacKay
- 1973 : Colditz (Colditz) : Lieutenant Ian McDonald
- 1975 : Doctor Who - épisode « Planet of Evil »   : Salamar (6 épisodes, 1975)
- 1975-1976 : Cosmos 1999 (Space: 1999) : Paul Morrow
- 1976 : Chapeau melon et bottes de cuir (The New Avengers) : Bart
- 1976 : Destination Moonbase Alpha : Paul Morrow
- 1976 : Alien Attack : Paul Morrow
- 1976 : Journey Through the Black Sun : Paul Morrow
- 1976 : Life and Death of Penelope : Sean McDermott
- 1977 : Survivors : McIntosh (1 épisode, 1977)
- 1977 : Warship : Inspecteur Fielding
- 1978 : Doctor Who : épisode « The Ribos Operation » : Un Shrieve
- 1978-1980 : Armchair Thriller : un interrogateur
- 1979 : Secret Army : Jacot
- 1979 : Danger UXB : Capitaine BD
- 1979 : Le Retour du Saint (Return of the Saint) : Vic
- 1979 : Le Club des Cinq (The Famous Five) : Dirty Dick
- 1980 : Play for Today : Inspecteur Barrett
- 1980 : Minder : Stuart
- 1982 : Les Professionnels (The Professionals) : un officier
- 1982 : Friend or Foe : un sergent
- 1983 : Reilly : l'As des espions (Reilly: Ace of Spies) : Souvorin
- 1984 : Kim : Grogan
- 1985 : Bulman
- 1985 : Hitler's S.S. : Portrait in Evil : Karl Tessler
- 1985-1986 : L'Enfant venu d'ailleurs : Arnold Meyer (6 épisodes, 1985-1986)
- 1988 : God's Frontiersmen : Robert Blair
- 1989 : Bergerac : Arthur Medley
- 1989 : The Bill : David Ince
- 1990 : Kappatoo : le père de Kappatoo
- 1990 : Jekyll & Hyde : un détective/vendeur
- 1996 : Bodyguards : Jeremy Mills
- 1999 : Les Nouveaux Professionnels (The New Professionals) : Carl Dietrich